# Takumi-kun series
Takumi-kun series (タクミくんシリーズ?, Takumi-kun shirīzu) è una serie di light novel di genere shōnen'ai scritta da Shinobu Gotō e pubblicata dall'editore giapponese Kadokawa Shoten. Il primo romanzo è uscito il 23 aprile 1992 e la serie conta più di venti volumi.
Complessivamente la serie ha venduto più di 4 milioni di copie al dicembre 2010. L'opera ha generato un vasto numero di adattamenti diversi, tra cui drama CD, manga e film live action.

## Trama
Studente al secondo anno di un esclusivo liceo privato situato fra le montagne, Takumi Hayama è un ragazzo timido che non riesce ad instaurare nessun tipo di rapporto con le persone che gli stanno accanto a causa di un trauma psicologico avuto nell'infanzia, si ritrova come compagno di stanza il bello Gie, da sempre innamorato di lui.
A causa del problema di Takumi il rapporto tra i due sarà all'inizio molto complicato, ma grazie alla tenacia di Gie i due riusciranno a superare molti ostacoli e finiranno per instaurare un'amicizia ed una relazione forte e duratura.
Col passare del tempo e quindi l'uscita di nuovi romanzi, l'attenzione si è spostata da Takumi e Giichi verso altre coppie formatesi all'interno dell'istituto.

## Personaggi
- Takumi Hayama - un ragazzo molto timido che, a causa di un trauma psicologico avuto nell'infanzia, presenta gravi difficoltà comunicative.
- Giichi "Gie" Saki - bello e ricco studente del liceo. Al secondo anno si ritrova ad essere compagno di stanza di Takumi, del quale è da sempre innamorato. Dopo un inizio burrascoso tra i due nascerà una bella amicizia ed anche una storia d'amore.
- Shouzou "Shozo" Akaike - miglior amico di Gie
- Shingyoji - ragazzo molto espansivo innamorato del glaciale Arata.

## Media

### Light novel
| №  | Titolo                                                                                                 | Pubblicazione    |
| -- | --- | ---------------- |
| 1  | Takumi-kun shirīzu - Soshite shunpū ni sasayai te タクミくんシリーズ そして春風にささやいて            | 23 aprile 1992   |
| 2  | Takumi-kun shirīzu - Karifurawā dorīmu タクミくんシリーズ カリフラワードリーム                         | 27 luglio 1992   |
| 3  | Takumi-kun shirīzu - Kanon タクミくんシリーズ CANON－カノン－                                          | 1º dicembre 1992 |
| 4  | Takumi-kun shirīzu - Feaweru タクミくんシリーズ FAREWELL－フェアウェル－                               | 29 gennaio 1993  |
| 5  | Takumi-kun shirīzu - Niji shoku no garasu タクミくんシリーズ 虹色の硝子                                | 30 novembre 1993 |
| 6  | Takumi-kun shirīzu - Koibumi タクミくんシリーズ 恋文                                                   | 31 marzo 1994    |
| 7  | Takumi-kun shirīzu - Tōrisugi ta kisetsu タクミくんシリーズ 通り過ぎた季節                             | 29 giugno 1995   |
| 8  | Takumi-kun shirīzu - Ōpuningu wa hanayaka ni タクミくんシリーズ オープニングは華やかに                 | 29 giugno 1995   |
| 9  | Takumi-kun shirīzu - Sincerely... タクミくんシリーズ Sincerely・・・                                   | 28 novembre 1995 |
| 10 | Takumi-kun shirīzu - Barentain rapusodi タクミくんシリーズ バレンタインラプソディ                      | 26 novembre 1996 |
| 11 | Takumi-kun shirīzu - Bibō no diteiru タクミくんシリーズ 美貌のディテイル                               | 28 novembre 1997 |
| 12 | Takumi-kun shirīzu - Midori no yu bisaki タクミくんシリーズ 緑のゆびさき                               | 25 dicembre 1998 |
| 13 | Takumi-kun shirīzu - Hana chiru yoru ni kimi o omoe ba タクミくんシリーズ 花散る夜にきみを想えば       | 25 dicembre 1999 |
| 14 | Takumi-kun shirīzu - Kare to tsuki to no kyori タクミくんシリーズ 彼と月との距離                       | 25 dicembre 2000 |
| 15 | Takumi-kun shirīzu - Pyua タクミくんシリーズ Pure－ピュア－                                            | 30 novembre 2001 |
| 16 | Takumi-kun shirīzu - Fearīteiru タクミくんシリーズ フェアリーテイル おとぎ話                           | 30 novembre 2002 |
| 17 | Takumi-kun shirīzu - Natsu no zanzō タクミくんシリーズ 夏の残像                                        | 28 aprile 2004   |
| 18 | Takumi-kun shirīzu - Kakusare ta niwa ― Natsu no zanzō. 2― タクミくんシリーズ 隠された庭 ―夏の残像・2― | 30 novembre 2004 |
| 19 | Takumi-kun shirīzu - Bara no shita de ― Natsu no zanzō. 3― タクミくんシリーズ 薔薇の下で ―夏の残像・3― | 30 novembre 2006 |
| 20 | Takumi-kun shirīzu - koi no kakera ― Natsu no zanzō. 4― タクミくんシリーズ 恋のカケラ ―夏の残像・4―    | 30 novembre 2007 |
| 21 | Takumi-kun shirīzu - Purorōgu タクミくんシリーズ プロローグ                                            | 26 aprile 2008   |
| 22 | Takumi-kun shirīzu - Yūwaku タクミくんシリーズ 誘惑                                                    | 29 novembre 2008 |
| 23 | Takumi-kun shirīzu - Dare ka ga kare ni koishi teru タクミくんシリーズ 誰かが彼に恋してる              | 2009             |
| 24 | Takumi-kun shirīzu - Akatsuki o matsu made タクミくんシリーズ 暁を待つまで                             | 2010             |
| 25 | Takumi-kun shirīzu - Risuku タクミくんシリーズ リスク                                                  | 2010             |
| 26 | Takumi-kun shirīzu - Kaze to hikari to tsuki to inu タクミくんシリーズ 風と光と月と犬                  | 2011             |

Speciali
| № | Titolo | Pubblicazione    |
| - | --- | ---------------- |
| 1 | Takumi-kun shirīzu - Hatsu no kakioroshi tankō hon! Fan taibō no hiwa ga mansai! タクミくんシリーズ 初の書き下ろし単行本！ファン待望の秘話が満載！ | 31 agosto 2006   |
| 2 | Takumi-kun shirīzu - Irasutoando fan bukku 15th Premium Album タクミくんシリーズ イラスト＆ファンブック 15th Premium Album                         | 29 novembre 2007 |

### Manga
Dal 28 agosto 1998 la casa editrice Kadokawa Shoten ha iniziato la pubblicazione di una serie di manga tratti dai romanzi di Shinobu Gotō. Il primo numero è stato disegnato da Billy Takahashi mentre i successivi sono stati disegnati da Ōya Kazumi. In Italia la serie è stata editata dalla Kappa Edizioni a partire dal 24 ottobre 2005.
Nella versione italiana non esiste un titolo unico come Takumi-kun series, ma ogni volume ha un titolo a sé. Nella versione originale Takumi-kun series è presente sulla copertina insieme al titolo del singolo volume.
| Nº | Giapponese 「Kanji」 - Rōmaji                                                    | Data di prima pubblicazione             | Data di prima pubblicazione         |
| Nº | Giapponese 「Kanji」 - Rōmaji                                                    | Giapponese                              | Italiano                            |
| 1  | 「そして春風にささやいて」 - Soshite shunpū ni sasayai te                        | 28 agosto 1998 ISBN 4-04-852992-7       | -                                   |
| 2  | June Pride 「June Pride〜6月の自尊心〜」 - June Pride 〜 6 tsuki no jisonshin 〜 | 30 gennaio 2001 ISBN 4-04-853325-8      | 24 ottobre 2005 ISBN 978-8874710829 |
| 3  | Valzer a piedi nudi 「裸足のワルツ」 - Hadashi no warutsu                        | 30 gennaio 2002 ISBN 4-04-853472-6      | 29 settembre 2006                   |
| 4  | Brividi fuori stagione 「季節はずれのカイダン」 - Kisetsuhazure no kaidan        | 27 novembre 2003 ISBN 4-04-853700-8     | 20 gennaio 2007 ISBN 978-8874711338 |
| 5  | Note di bellezza 「美貌のディテイル」 - Bibō no diteiru                          | 29 novembre 2004 ISBN 4-04-853785-7     | 9 marzo 2007 ISBN 978-8874711345    |
| 6  | Gelosia 「jealousy」                                                             | 29 novembre 2005 ISBN 4-04-853913-2     | 18 maggio 2007 ISBN 978-8874711352  |
| 7  | 「花散る夜にきみを想えば」 - Hana chiru yoru ni kimi o omoe ba                   | 28 novembre 2006 ISBN 4-04-854060-2     | -                                   |
| 8  | 「Pure」                                                                         | 29 novembre 2007 ISBN 978-4-04-854142-8 | -                                   |

### Film
Sono stati realizzati cinque lungometraggi live action basati sulla serie:
- Takumi-kun series - Soshite haruzake ni sasayaite (2007)
- Takumi-kun series 2 - Niji iro no garasu (2009)
- Takumi-kun series 3 - Bidō no detail (2010)
- Takumi-kun series 4 - Pure (2010)
- Takumi-kun series 5 - Ano, hareta aozora (2011)